# Đối tượng hóa tình dục

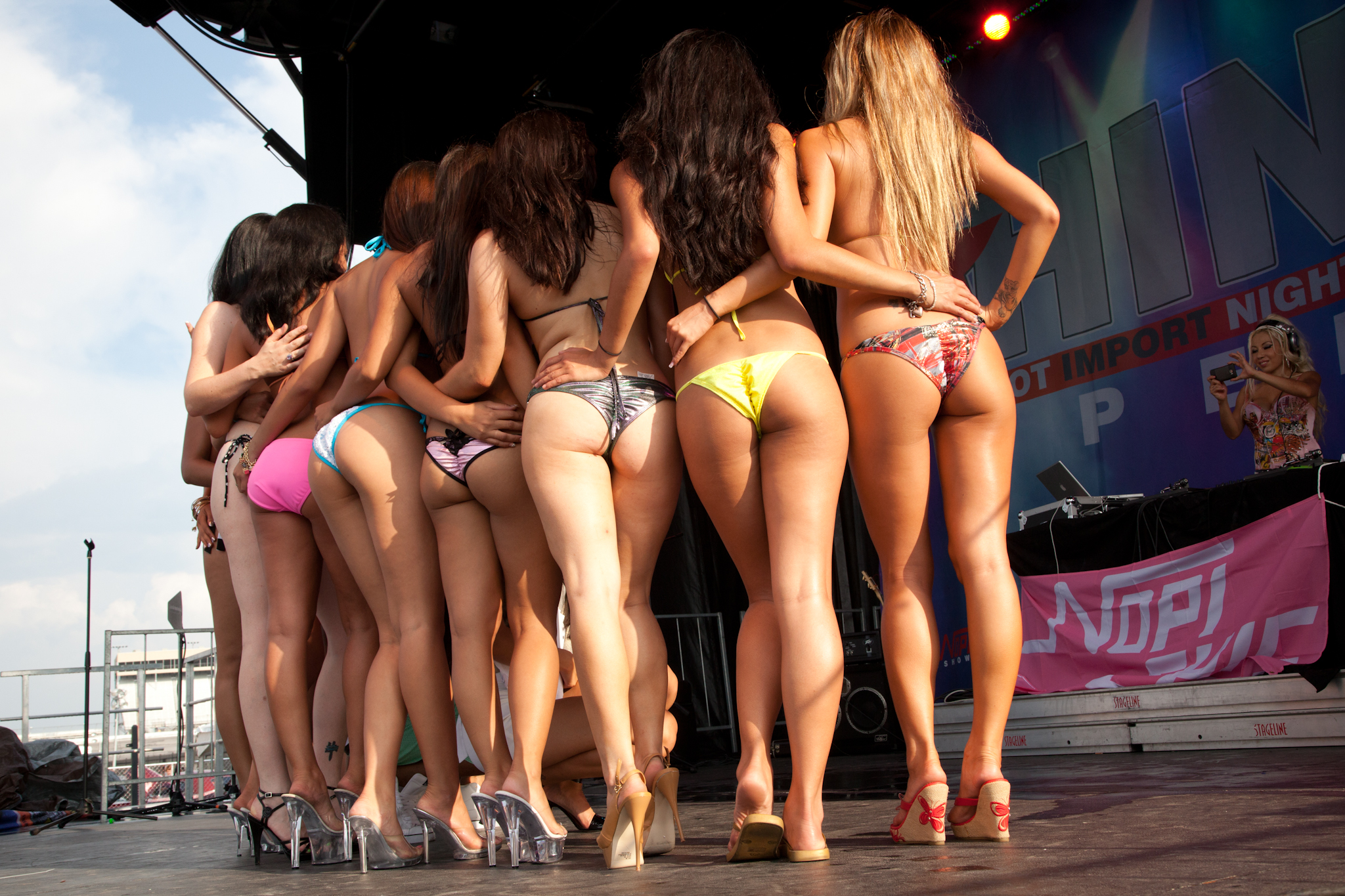
Những nữ thí sinh trong một cuộc thi áo tắm, trong mối liên hệ này thì những người phụ nữ được đánh giá cao vì những đặc điểm thân thể hấp dẫn hơn là các đặc điểm khác về nhân cách, tài năng, cá tính. Một số bộ phận cơ thể của họ (ngực, mông, đùi, vùng kín) được xem xét tách rời và đại diện cho chính bản thân con người họ

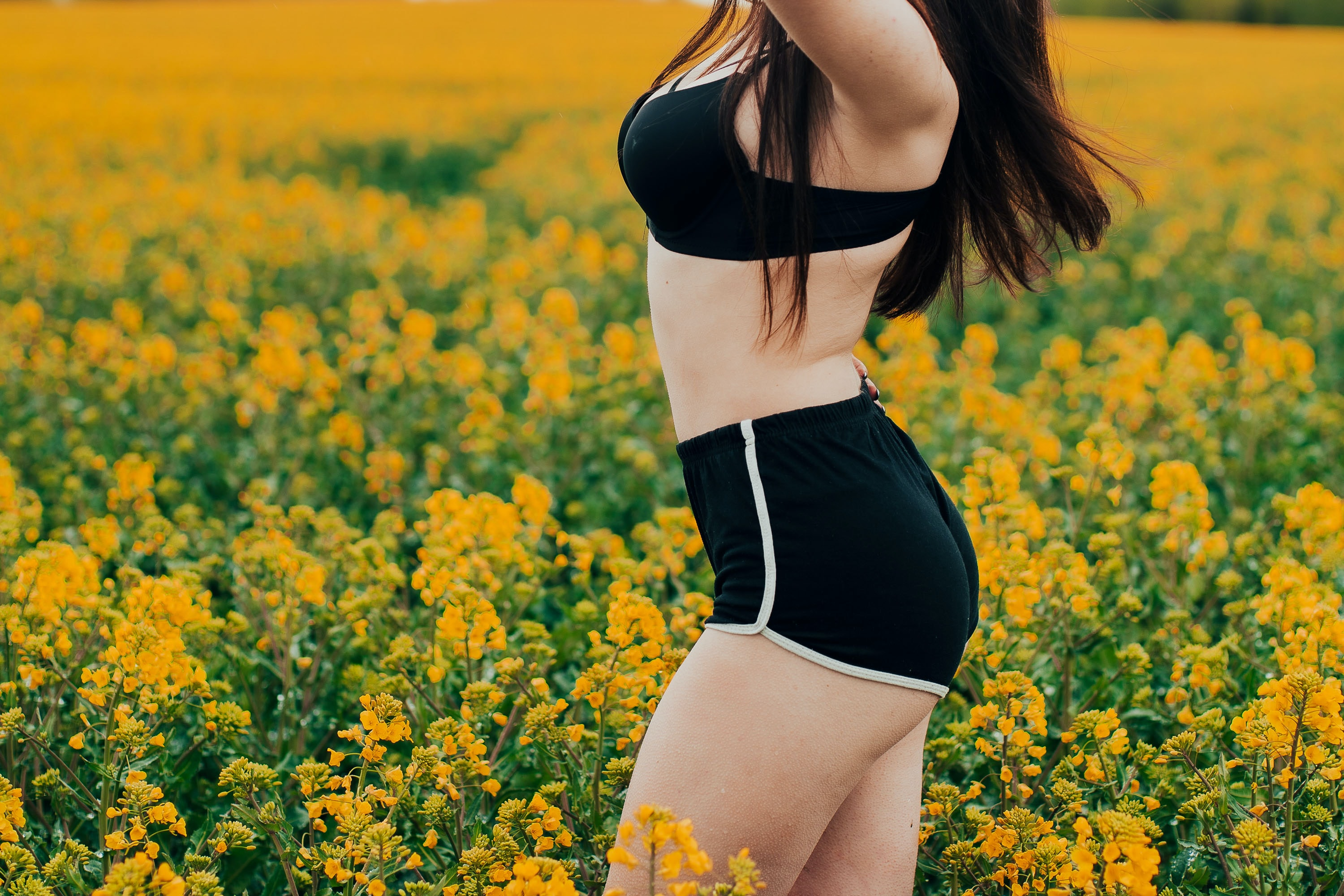
Hình chụp một phụ nữ chỉ xoáy vào các bộ phận gợi cảm

Đối tượng hóa tình dục (Sexual objectification) hay Đối tượng hoá phụ nữ là hành vi nhìn nhận và hành xử với một người chỉ như một đối tượng của sự đam mê sắc dục và ham muốn tình dục (một đối tượng tình dục). Đối tượng hóa theo nghĩa rộng hơn có nghĩa là đối xử với một người như một hàng hóa hoặc một công cụ thoã mãn ham muốn tò mò mà không quan tâm đến nhân cách hoặc phẩm giá của họ. Đối tượng hóa thường được xem xét ở cấp độ xã hội (xã hội học), nhưng cũng có thể đề cập đến hành vi của các cá nhân (tâm lý học) và là một loại phi nhân tính hóa. Mặc dù cả nam giới và phụ nữ đều có thể bị đối tượng hóa tình dục, khái niệm này chủ yếu liên quan đến việc đối tượng hóa phụ nữ và là một ý tưởng quan trọng trong nhiều lý thuyết nữ quyền và các lý thuyết tâm lý bắt nguồn từ đây. Nhiều nhà nữ quyền lập luận rằng việc đối tượng hóa tình dục đối với trẻ em gái và phụ nữ góp phần vào bất bình đẳng giới và nhiều nhà tâm lý học liên hệ sự dung tục, khiếm nhã dẫn đến "đối tượng hóa" với một loạt các rủi ro về sức khỏe thể chất và tinh thần ở phụ nữ. 
Nghiên cứu cho thấy rằng tác động tâm lý của việc coi đàn ông là vật thể tương tự như tác động của phụ nữ, dẫn đến hình ảnh cơ thể tiêu cực ở nam giới. Khái niệm coi trọng tình dục là vấn đề gây tranh cãi, và một số nhà nữ quyền và nhà tâm lý học đã lập luận rằng ít nhất một mức độ coi trọng nào đó là một phần bình thường của đời sống tình dục vốn dĩ phức tạp của con người. Việc coi phụ nữ là đối tượng tình dục bao gồm việc họ chủ yếu được coi là đối tượng của ham muốn tình dục của nam giới, coi người khác như công cụ để thỏa mãn ham muốn tình dục, công cụ thoả mãn sự thèm khát thể xác chứ không phải cách nhìn của đàn ông (Male gaze) về phụ nữ với tư cách là một con người toàn diện trong một chỉnh thể gắn với chiều sâu tâm hồn, những đức tính tốt đẹp của phụ nữ. Một người phụ nữ bị ""vật hóa tình dục" (Sexual objectification) tức là bị biến thành một "vật" để người khác sử dụng cho mục đích tình dục, thay vì phải được xem là một con người toàn vẹn, có suy nghĩ và quyền tự quyết. Đàn ông sẽ nhìn người phụ nữ này như một tập hợp các bộ phận cần chinh phục và trải nghiệm, họ sẽ đạt được điều đó thông qua sự xâm chiếm và chiếm hữu, hưởng thụ, thưởng thức bằng quyền lực đàn ông.

## Biểu hiện
Mặc dù ý kiến khác nhau về những tình huống đáng phản đối, nhiều người thấy việc coi phụ nữ là vật thể diễn ra trong các hình ảnh mô tả phụ nữ theo hướng tình dục trong quảng cáo, nghệ thuật và phương tiện truyền thông, khiêu dâm, nghề thoát y và mại dâm, và phụ nữ bị đánh giá, bình phẩm hoặc phán xét một cách trắng trợn về mặt tình dục hoặc thẩm mỹ ở những không gian và sự kiện công cộng, chẳng hạn như những cuộc thi sắc đẹp. Theo đó, đối tượng hóa phụ nữ có thể biểu hiện qua nhiều hình thức trong cuộc sống hàng ngày, từ tinh vi đến lộ liễu, điều này thể hiện qua nhiều hành vi và thông điệp khác nhau. Các bộ phận cơ thể của phụ nữ (ngực, mông, chân, vùng kín) được chú trọng, đánh giá và sử dụng riêng lẻ để đại diện cho toàn bộ con người chính phụ nữ đó, đặc biệt là cho mục đích gợi dục. Cơ thể họ hoặc các bộ phận cơ thể bị tách rời khỏi chỉnh thể một con người toàn diện để sử dụng để gây kích thích tình dục hoặc để bán sản phẩm, những biểu hiện này phổ biến trên truyền thông, truyền hình, quảng cáo, và trong ngành công nghiệp khiêu dâm. Trong quảng cáo và truyền thông đã sử dụng hình ảnh cơ thể phụ nữ (thường là khỏa thân hoặc bán khỏa thân, tập trung vào các bộ phận gợi cảm như ngực, mông, eo, vùng kín) để quảng cáo các sản phẩm không liên quan trực tiếp đến cơ thể (như quảng cáo xe hơi, bia, đồ công nghệ) để thu hút sự chú ý khi hình ảnh phụ nữ ăn mặc hở hang, trong các tư thế gợi dục, ưỡn ẹo tạo dáng, cọ xát để quảng cáo những sản phẩm không liên quan trực tiếp đến cơ thể họ. 
Trong phim ảnh, máy quay phim tập trung vào các bộ phận cơ thể của phụ nữ (ngực, mông, chân) một cách quá chi tiết thay vì khuôn mặt hoặc toàn bộ con người họ, bỏ qua các biểu cảm tâm lý. Các góc máy, cảnh quay lia máy quay chậm và cận cảnh (zoom) vào các bộ phận cơ thể của phụ nữ trong phim ảnh, video ca nhạc, ngay cả khi không phục vụ mục đích nghệ thuật hay cốt truyện mà để mãn nhãn cho con mắt của người thứ ba. Các bộ phận cơ thể của phụ nữ thường bị phóng đại hoặc tách riêng, nhân vật nữ trong game thường có tạo hình quá gợi cảm, trang phục thiếu vải một cách phi lý so với bối cảnh, các trò chơi điện tử thường xuyên khắc họa nhân vật nữ với ngoại hình gợi cảm quá mức, trang phục hở hang, hiệu ứng gợi cảm (chẵng hạn như hiệu ứng "nảy vú"/Breast physics của nữ nhân vật) và vai trò chủ yếu là làm nền hoặc đối tượng tình dục cho nhân vật nam. Trang bìa tạp chí tập trung vào sự quyến rũ thể xác của người nổi tiếng nữ hơn là thành tựu của họ. Trong một số thể loại âm nhạc, lời bài hát mô tả phụ nữ chủ yếu như những đối tượng nền để thỏa mãn tình dục, với ca từ và âm thanh, hình ảnh MV tập trung vào cơ thể và các hành vi tình dục, mơn trớn gợi cảm được chiếu đi chiếu lại.
Các tuyến nhân vật nữ trong truyện, phim thường được xây dựng một chiều, chỉ đóng vai trò làm nền, làm phần thưởng, làm bối cảnh cho nhân vật nam chính (nhiều bộ phim kết thúc với những cảnh lên giường), hoặc chỉ tồn tại trong mối liên hệ để thúc đẩy sự phát triển của tuyến nhân vật nam, trong thế giới hậu cung với vô số tình nhân của nam chính, hoặc coi họ như tài sản, chiến lợi phẩm hoặc chiến tích, để cho nhân vật nam kiểm soát, hoặc chỉ để cho khán giả ngắm nhìn. Nhiều bộ phim ảnh, nhân vật nữ thường có vai trò làm "người tình" hoặc "vật trang trí" cho nhân vật nam chính, với rất ít chiều sâu tính cách hoặc câu chuyện riêng, hoặc chỉ tập trung khai thác cơ thể họ một cách trần trụi mà thiếu đi sự thể hiện về chiều sâu nội tâm cũng như diễn biến tâm trạng trong nghịch cảnh từ đó củng cố định kiến, quan niệm rằng phụ nữ thấp kém hơn nam giới và vai trò chính của họ là phục vụ hoặc làm đẹp cho nam giới. Những câu chuyện cổ tích hoặc tác phẩm văn học cũ đôi khi khắc họa hình ảnh người phụ nữ thụ động, nằm chờ đợi được giải cứu, hoặc giá trị lớn nhất là lấy được chồng tốt, làm tốt bổn phận, thiên chức sinh đẻ mà không công nhận năng lực của họ. Khi phụ nữ bị đối tượng hóa, giá trị của họ thường bị quy đơn giản về ngoại hình và sự hấp dẫn thể xác, họ được đánh giá chủ yếu qua vẻ bề ngoài, các bộ phận cơ thể, hoặc khả năng thỏa mãn tình dục cho người khác thay vì các phẩm chất cá nhân, trí tuệ, phẩm giá, đức tính, tài năng, giá trị hay đóng góp và thành tựu của họ. Họ bị hạ thấp, coi thường, xem như công cụ, vật phẩm để đạt được mục đích của người khác, từ đó thiếu đi tính chủ thể như quyền tự quyết về thân thể của chính mình, quyền quyết định vận mệnh và số phận của mình, nhưng suy nghĩ, cảm xúc nội tâm, và trải nghiệm cá nhân của họ bị xem nhẹ hoặc phớt lờ, bỏ qua.